# إدغار براندت
إدغار براندت (بالفرنسية: Edgar Brandt)‏ هو شخصية أعمال ومهندس فرنسي، ولد في 24 ديسمبر 1880 في باريس في فرنسا، وتوفي في 8 مايو 1960 في كانتون جنيف في سويسرا.

## وصلات خارجية
- إدغار براندت على موقع الموسوعة البريطانية (الإنجليزية)